# César Domela
César Domela, ook gespeld als Césare Doméla, eigenlijk César Domela Nieuwenhuis (Amsterdam, 15 januari 1900 – Parijs, 30/31 december 1992), was een Nederlands kunstschilder, graficus, fotograaf, typograaf en edelsmid en lid van kunstbeweging De Stijl.

## Levensloop
Hij was de jongste zoon van politicus Ferdinand Domela Nieuwenhuis en diens vierde vrouw Johanna Egberta Godthelp, en woonde van 1900 tot 1918 in Hilversum. Domela was autodidact en bestudeerde eerst de natuur. Van 1919 tot 1923 woonde hij in het Zwitserse Ascona, waar hij in 1922 een constructivistisch-abstracte stijl ontwikkelde. In 1923 verhuisde hij naar Berlijn. In datzelfde jaar exposeerde hij op de tentoonstelling van de Novembergroep aldaar.

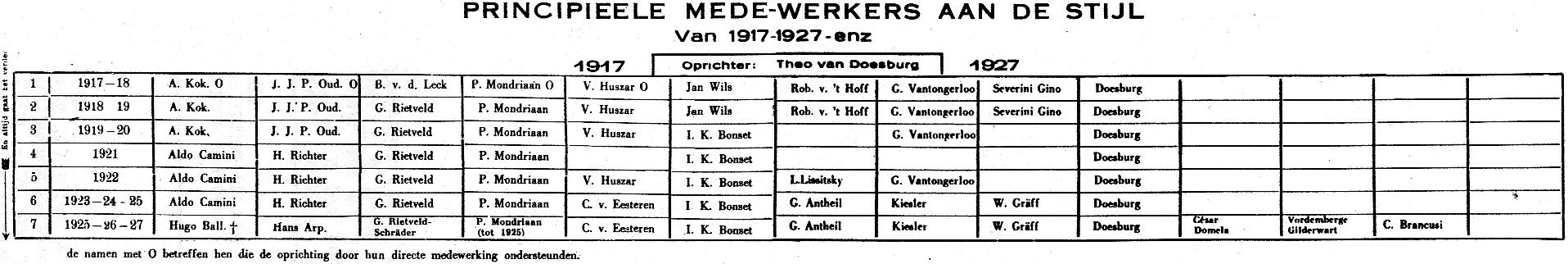
Schema met medewerkers van De Stijl, 1917-1927.

In 1925 werd hij lid van De Stijl (zie tabel) en was zodoende goed bevriend met Theo van Doesburg en Piet Mondriaan. Hij werkte in de tweede helft van de jaren '20 in een stijl die nauw verwant was aan die van Mondriaan. Hij ging zich toeleggen op de ontwikkeling van reliëfs: driedimensionale schilderijen, waarbij het diagonaal een belangrijke rol zou spelen. Daarnaast experimenteerde hij met fotomontages en paste die toe in de reclame.
Na omstreeks 1930 maakte hij opvallende reliëfs van plexiglas en metaal, maar steeds met als uitgangspunt het olieverfschilderij. In 1933 vestigde hij zich definitief in Parijs.
In 1936 nam hij deel aan de tentoonstelling Cubism and Abstract Art in het Museum of Modern Art in New York.

## Werk

### Publicatie
- 'Ik houd niet van theorieën van een kunstenaar over zijn werk [...]', De Stijl, 7e jaargang, nummer 79/84 (1927): p. 91-92

### Schilderijen
- Paysage, 1922. Olieverf op karton, 45 × 62 cm. Museo Cantonale d'Arte Lugano
- Neoplastische composition 5a. 1924. Olieverf op doek. 58 × 58 cm. Amsterdam, Christie's (9 juni 2004). Zie artnet.
- Compositie. 1925.
- Reliëfconstructie Nr. 11A. 1929. Glass, beschilderd glas, beschilderd metaal, verchroomd geelkoper en beschilderd hout. 89,8 × 75,2 × 4,2 cm. Washington, Hirshhorn Museum and Sculpture Garden. Zie hirshhorn.si.edu[dode link].
- Compositie. 1929. Houtsnede.
- Neoplastisch reliëf nr. 10. 1930. Olieverf op hout. Plexiglas, messing. 85 × 85 cm. Gemeentemuseum Den Haag. Zie Gemeentemuseum Den Haag.
- Relief n. 52, 1955. Olieverf op hout, Macassar en rood koper. 115 × 85 cm. Museo Cantonale d'Arte Lugano
- Reliëf nr. 71. 1960. Olieverf op hout, messing. 120 × 80 cm. Gemeentemuseum Den Haag.
- Sculpture, 1962. Duraluminium en natuurlijke[bron?], 97 × 43 × 19,5 cm. Museo Cantonale d'Arte Lugano
- Relief n. 110, 1967. Messing, plexiglas en geverfd hout, 78 × 100 cm. Museo Cantonale d'Arte Lugano
- Reliëf nr. 167. 1977. Olieverf op hout, aluminium, plexiglas, messing. Ø 100 cm. Gemeentemuseum Den Haag. Zie Gemeentemuseum Den Haag.

## Erfenis
Na zijn overlijden in 1992 liet hij zijn omvangrijke archief na aan de Nederlandse staat, die het onderbracht in het Rijksbureau voor Kunsthistorische Documentatie in Den Haag. Het bureau wijdde vanaf 23 november 2007 een tentoonstelling aan Domela met stukken uit dit archief.
In het Gemeentemuseum Den Haag vond van 24 november 2007 t/m 6 april 2008 een tentoonstelling van schilderijen van Domela plaats, naar aanleiding van de schenking van een aantal van zijn schilderijen door zijn dochters Lie Tugayé-Domela Nieuwenhuis en Anne Dutter-Domela Nieuwenhuis.
- Biblioteca Nacional de España: XX1066152
- Bibliothèque nationale de France: cb124258766 (data)
- Biografisch Portaal: 69050741
- Catàleg d'autoritats de noms i títols de Catalunya: 981058513413506706
- Digitale Bibliotheek voor de Nederlandse Letteren: dome006
- Gemeinsame Normdatei: 118638823
- International Standard Name Identifier: 0000 0001 2019 8403
- Library of Congress Control Number: n81024463
- Nationale bibliotheek van Australië: 35387497
- Nationale Bibliotheek van Israël: 987007500815805171
- Nederlandse Thesaurus van Auteursnamen: 068364148
- PIC: 309782
- Réseau des bibliothèques de Suisse occidentale: 02-A003185377
- RKD-Nederlands Instituut voor Kunstgeschiedenis: 23596
- SNAC: w6517qqg
- Système universitaire de documentation: 033387974
- Trove: 934746
- Union List of Artist Names: 500007460
- Virtual International Authority File: 2562222
- WorldCat: E39PBJt43qfJCYcr9Y4FWTBByd